# 裏口
| ウィキペディアには「裏口」という見出しの百科事典記事はありません（タイトルに「裏口」を含むページの一覧/「裏口」で始まるページの一覧）。 代わりにウィクショナリーのページ「裏口」が役に立つかもしれません。 |